# Односи Србије и Сомалије
Односи Србије и Сомалије су инострани односи Републике Србије и Савезне Републике Сомалије.

## Билатерални односи
Дипломатски односи између Србије(ФНРЈ) и Сомалије(Реп.Сомалије) су успостављени 1960. године.

### Политички односи
Сусрети званичника на маргинама међународних и регионалних скупова.

### Економски односи
- У 2020. извоз из Србије вредео је 1,49 милион долара, а увоз из Сомалије мање од 3000 УСД.
- У 2019. извоз из наше земље износио је 1,21 милион УСД док је увоз био на нивоу статитичке грешке.
- У 2018. извоз из Србије вредео је 633 хиљаде америчких долара, а увоз је био занемарљиве вредности.[1][2]

### Дипломатски представници

#### У Могадишу
- Драгољуб Контић, амбасадор, 1986—1990.
- Мирко Жарић, амбасадор, 1983—1986.
- Љубомир Љубић, амбасадор, 1979—1983.(рођак генерала ЈНА Бранка Љубића)
- Јанез Хочевар, амбасадор, 1974—1979.
- Синиша Кошутић, амбасадор, 1970—1974.
- Живко Јошило, амбасадор, 1965—1970.

#### У Београду
- Ено-Хасан Фатуму, амбасадор
- Хаши Муса, амбасадор
- Мухамед Омар, амбасадор